# Tulgheș (gmina)
Tulgheș – gmina w Rumunii, w okręgu Harghita. Obejmuje miejscowości Hagota, Pintic, Recea i Tulgheș. W 2011 roku liczyła 3279 mieszkańców.